# Cardiophorus kugitangi
Cardiophorus kugitangi is een keversoort uit de familie kniptorren (Elateridae). De wetenschappelijke naam van de soort is voor het eerst geldig gepubliceerd in 1986 door Dolin & Atamuradov.